# Адріан Сучу
Адріан Сучу (рум. Adrian Suciu) — румунський інженер, найбільш відомий як тренер збірної Румунії з футболу на їх першому офіційному турнірі — Олімпійських іграх 1924 року.

## Участь у Олімпіаді 1924
Навесні 1923 року Румунія отримала запрошення взяти участь в Олімпійських іграх 1924 року і оголосила, що погоджується. Румунській збірній пощастило із жеребом і вона не брала участь у кваліфікації, потрапивши безпосередньо у фінальний етап, де мала зіграти проти Нідерландів.
Кошти, необхідні для поїздки у Францію, були отримані лише в останній момент завдяки Костіке Редулеску, який дійшов до Сенату, щоб отримати гроші, заявивши, що він дав слово французам, і його треба поважати. Втім, грошей було виділено замало, тому збірна Румунії поїхала в Париж поїздом, в 3 класі разом із збірною з регбі, яка також прямувала на Олімпіаду. Тренером збірної був призначений Адріан Сучу, який погодився поїхати у Париж з дружиною, суміщаючи тренерство з весільною подорожжю, тому організації змагань часу багато не приділяв.
Основну роботу взяв на себе саме Редулеску, який зв'язався з Гуго Майслем, який тоді був тренером збірної Австрії. Вони знали один одного ще з часів, коли обидва судили матчі і з того часу підтримували міцну дружбу. Майсль погодився зіграти товариський матч перед турніром для підготовки, тож 20 травня у Відні румуни зупинились по дорозі на Олімпіаду, щоб зіграти проти австрійців, програвши 1:4.
Цей матч став дебютним для Сучу на чолі збірної, а також став примітним, оскільки це був перший матч в історії румунської збірної, в якому була зроблена заміна — на 46-й хвилині замість травмованого Дезідеріу Якобі вийшов Кароль Фрех. Через отриману травму Якобі залишився госпіталізованим в австрійській лікарні де не мав достатнього лікування, через що у нього розвилась септицемія, від якої він помер 5 жовтня 1924 року після довгих страждань у віці лише 24 років.
Втома, накопичена в дорозі з Бухареста, яка тривала понад три дні, відсутність їжі та неналежні умови розміщення призвели до провалу Румунії на турнірі. У своєму першому офіційному матчі в історії, який відбувся у вівторок, 27 травня 1924 року, на стадіоні «Коломб» Румунія розгромно поступилась Нідерландам з рахунком 0:6 і вилетіла з турніру.
Після гри Сучу з дружиною вирішили не повертатись додому і покинули команду, відправившись у Венецію. Натомість команда, залишена фактично без грошей, змушена була самотужки добиратись до Румунії.